# Парагвай на летних Олимпийских играх 1972
Парагвай участвовал в летних Олимпийских играх 1972 года во второй раз в истории.
В состав парагвайской делегации вошли 4 спортсмена: легкоатлеты Анхель Геррерос, Родольфо Ридер и Франсиско Рохас, выступавшие в беговых дисциплинах, и спортивный стрелок Рейнальдо Рамирес, участвовавший в пулевой стрельбе из произвольной винтовки с 300 метров с трёх позиций. 
Никто из парагвайских спортсменов не завоевал медалей. Геррерос и Рохас выбыли на первой стадии в беге соответственно на 100 и 400 метров, Рамирес занял последнее, 33-е место, а Ридер не вышел на старт в беге на 200 метров.

## Результаты соревнований

### Лёгкая атлетика
| Дисциплина                    | Спортсмен       | Предварительный раунд | Предварительный раунд | Предварительный раунд | Четвертьфиналы       | Четвертьфиналы       | Четвертьфиналы       | Полуфиналы           | Полуфиналы           | Полуфиналы           | Финал                | Финал                |
| Дисциплина                    | Спортсмен       | Забег                 | Время                 | Место                 | Забег                | Время                | Место                | Забег                | Время                | Место                | Время                | Место                |
| ----------------------------- | --------------- | --------------------- | --------------------- | --------------------- | -------------------- | -------------------- | -------------------- | -------------------- | -------------------- | -------------------- | -------------------- | -------------------- |
| Бег на 100 метров             | Анхель Геррерос | 4                     | 11,12                 | 7                     | Завершил выступление | Завершил выступление | Завершил выступление | Завершил выступление | Завершил выступление | Завершил выступление | Завершил выступление | Завершил выступление |
| Бег на 200 метров             | Родольфо Ридер  | DNS                   | DNS                   | DNS                   | DNS                  | DNS                  | DNS                  | DNS                  | DNS                  | DNS                  | DNS                  | DNS                  |
| Бег на 400 метров             | Франсиско Рохас | 6                     | 47,46                 | 6                     | Завершил выступление | Завершил выступление | Завершил выступление | Завершил выступление | Завершил выступление | Завершил выступление | Завершил выступление | Завершил выступление |
| Бег на 400 метров с барьерами | Франсиско Рохас | DNS                   | DNS                   | DNS                   | DNS                  | DNS                  | DNS                  | DNS                  | DNS                  | DNS                  | DNS                  | DNS                  |

### Пулевая стрельба
Произвольная винтовка, три позиции, 300 м
| Спортсмен         | Лёжа | Лёжа | Лёжа | Лёжа | Лёжа  | С колена | С колена | С колена | С колена | С колена | Стоя | Стоя | Стоя | Стоя | Стоя  | Сумма | Место |
| Спортсмен         | 1    | 2    | 3    | 4    | Итого | 1        | 2        | 3        | 4        | Итого    | 1    | 2    | 3    | 4    | Итого | Сумма | Место |
| ----------------- | ---- | ---- | ---- | ---- | ----- | -------- | -------- | -------- | -------- | -------- | ---- | ---- | ---- | ---- | ----- | ----- | ----- |
| Рейнальдо Рамирес | 96   | 93   | 89   | 92   | 370   | 85       | 84       | 85       | 8        | 361      | 75   | 88   | 85   | 74   | 322   | 1030  | 33    |